# 多粒短吻蛤
多粒短吻蛤（学名：Periploma multigranosum），是笋螂目汤匙蛤科汤匙蛤属的一种。主要分布于中国大陆，常栖息在水深109-173米的软泥底。